# Amt Frauenberg
Das Amt Frauenberg war ein Amt im Kreis Euskirchen in der preußischen Rheinprovinz und in Nordrhein-Westfalen. Es ging aus der Bürgermeisterei Frauenberg hervor. Das Gebiet des Amtes gehört heute zur Stadt Euskirchen.

## Bürgermeisterei Frauenberg
Das Gebiet des Amtes gehörte bis zur Franzosenzeit zum Amt Euskirchen im Herzogtum Jülich. Von 1798 bis 1814 standen alle linksrheinischen Gebiete unter französischer Herrschaft. Während dieser Zeit wurde nach französischem Vorbild die Mairie Frauenberg eingerichtet, die zum Kanton Zülpich im Arrondissement Köln des Rur-Departements gehörte. Nachdem das Rheinland 1814 an Preußen gefallen war, wurde aus der Mairie die preußische Bürgermeisterei Frauenberg, die 1816 zum neuen Kreis Euskirchen kam. Sie umfasste vier Landgemeinden:
- Dürscheven
- Elsig
- Euenheim
- Frauenberg

## Amt Frauenberg
Am Ende des Jahres 1927 wurde die Bezeichnung aller rheinischen Landbürgermeistereien in „Amt“ geändert. Die Bürgermeisterei Frauenberg hieß nun Amt Frauenberg. Das Amt Frauenberg wurde am 1. Juli 1969 durch das Gesetz zur Neugliederung des Landkreises Euskirchen aufgelöst. Seine vier Gemeinden wurden in die Stadt Euskirchen im Kreis Euskirchen eingegliedert.

## Einwohnerentwicklung
| Jahr | Einwohner | Quelle |
| ---- | --------- | ------ |
| 1843 | 1411      | [ 2 ]  |
| 1871 | 1625      | [ 3 ]  |
| 1885 | 1761      | [ 4 ]  |
| 1910 | 1847      | [ 5 ]  |
| 1925 | 1958      | [ 6 ]  |
| 1939 | 1839      | [ 7 ]  |
| 1950 | 2312      | [ 8 ]  |
| 1961 | 2498      | [ 8 ]  |

## Bürgermeister
Von 1818 bis 1837 sowie von 1854 bis 1870 wurde die Bürgermeisterei Frauenberg in Personalunion vom Bürgermeister der Stadt Euskirchen verwaltet. Von 1933 bis 1969  waren der Bürgermeister und der Stadtdirektor der Stadt Zülpich gleichzeitig Amtsbürgermeister bzw. Amtsdirektor des Amtes Frauenberg.
- 1798–180000Carl Joseph Blesen, Munizipalagent
- 1800–181300Johann Joseph Jülich, Maire
- 1813–181500Adolf Hergarden
- 1815–181700Peter Joseph
- 1817–181800Johann Peter Wachendorff
- 1818–183700Michael Boener
- 1837–184300Peter Pohe
- 1843–184600Johann Schwieger
- 1846–184900Christian Bing
- 1849–185100Carl Joseph Blesen
- 1851–185300Peter Joseph Moll
- 1854–187000Peter Joseph Ruhr
- 1871–189900Jakob Dolff
- 1899–192300Anton Dolff
- 1923–192900Hans Kreis
- 1929–193300Jakob Kann